# United States Central Command
Das United States Central Command (CENTCOM; deutsch Zentralkommando der Vereinigten Staaten) ist eines von elf Unified Combatant Commands der US-Streitkräfte. Es wird derzeit von General Michael Kurilla befehligt.
Das CENTCOM wurde 1983 aufgestellt und unter die operative Kontrolle des US-Verteidigungsministers gestellt.

## Auftrag und Zuständigkeit

Zuständigkeitsbereich des CENTCOM (gelb)

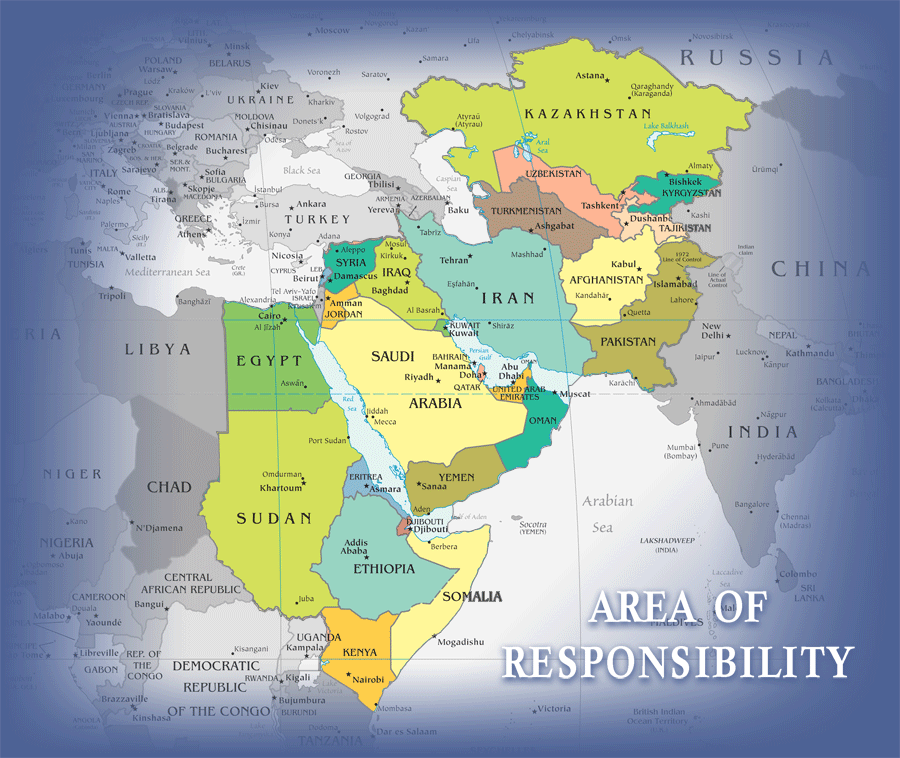
Zuständigkeitsbereich („Area of responsibility“) des CENTCOM vor Aufstellung des US Africa Command

CENTCOM ist das zuständige Regionalkommando für den Nahen Osten, Ost-Afrika und Zentral-Asien. Dabei war das Kommando für den Einsatz und die Koordination des US-Militärs und US-geführter Koalitionstruppen während zahlreicher Operationen, inklusive der Operationen Desert Storm und Desert Shield und der Operation Iraqi Freedom, zuständig.
Die unterstellten Truppen sind derzeit primär im Irak und Afghanistan eingesetzt und haben Stützpunkte in Kuwait, Bahrain, Katar, den Vereinigten Arabischen Emiraten, Oman, Pakistan, Dschibuti (Camp Le Monier) und mehreren Ländern Zentralasiens. Zusätzlich waren Truppen in der Vergangenheit in Jordanien, Israel und Saudi-Arabien aktiv, ohne jedoch nennenswerte Stützpunkte in diesen Ländern zu besitzen.
Zu den Aufgaben zählt die Operation Earnest Voice.

## Organisation

### Hauptquartier
Wie auch SOUTHCOM hat das CENTCOM als Regionalkommando sein Hauptquartier nicht in seinem Operationsbereich, sondern auf der MacDill Air Force Base in Tampa, Florida. Es existiert jedoch auch eine vorgeschobene Kommandobasis auf der Al Udeid Air Base in Katar.

### Unterstellte Kommandos und Einheiten
- US Army Forces Central Command (ARCENT)
- US Air Forces Central (USCENTAF)[2]
- US Marine Forces Central Command (MARCENT)
- US Naval Forces Central Command (NAVCENT)
- US Special Operations Command Central (SOCCENT)

- Coalition Joint Task Force  [Saudi Arabia]
- Combined Joint Task Forces 76 [Afghanistan] (CJTF 76 [Afghanistan])
- Combined Joint Task Forces Phoenix (CJTF Phoenix [Afghanistan])
- Combined Joint Task Forces Horn of Africa (CJTF [Horn of Africa])in Camp Le Monier  (Dschibuti)
- Multi-National Force Iraq (MNF-I)
  - Multi-National Security Transition Command Iraq (MNSTC-I)
- Multinational Corps Iraq [Iraq]
- US Military Training Mission
- Office of the Program Manager SANG
- Office of Military Cooperation – Egypt (Büro für militärische Zusammenarbeit Ägypten)
- Office of Military Cooperation – Kuwait (Büro für militärische Zusammenarbeit Kuwait)
- Office of Military Cooperation – Oman (Büro für militärische Zusammenarbeit Oman)

### Stab
Der Stab (Command Group) wird vom Chef des Stabes Major General Michael X. Garrett (Army) geführt. Als Senior Enlisted Leader dient Command Sergeant Major Christopher K. Greca (Army).

### Deutsches Verbindungskommando
Die Bundeswehr unterhält am Standort des Hauptquartiers des United States Central Command in Tampa ein Verbindungskommando.

### Befehlshaber
| Nr.     | Name                                     | Bild | Beginn der Berufung | Ende der Berufung |
| ------- | ---------------------------------------- | ---- | ------------------- | ----------------- |
| 15      | General Michael Kurilla (Army)           |      | 1. April 2022       | amtierend         |
| 14      | General Kenneth F. McKenzie (USMC)       |      | 28. März 2019       | 1. April 2022     |
| 13      | General Joseph L. Votel (Army)           |      | 30. März 2016       | 28. März 2019     |
| 12      | General Lloyd J. Austin III. (Army)      |      | 22. März 2013       | 30. März 2016     |
| 11      | General James N. Mattis (USMC)           |      | 11. August 2010     | 22. März 2013     |
| Interim | Lieutenant General John R. Allen (USMC)  |      | 30. Juni 2010       | 11. August 2010   |
| 10      | General David Petraeus (Army)            |      | 31. Oktober 2008    | 30. Juni 2010     |
| Interim | Lieutenant General Martin Dempsey (Army) |      | 28. März 2008       | 31. Oktober 2008  |
| 9       | Admiral William J. Fallon (USN)          |      | 16. März 2007       | 28. März 2008     |
| 8       | General John Abizaid (Army)              |      | 7. Juli 2003        | 16. März 2007     |
| 7       | General Tommy Franks (Army)              |      | 6. Juli 2000        | 7. Juli 2003      |
| 6       | General Anthony C. Zinni (USMC)          |      | 13. August 1997     | 6. Juli 2000      |
| 5       | General J. H. Binford Peay III. (Army)   |      | 5. August 1994      | 13. August 1997   |
| 4       | General Joseph P. Hoar (USMC)            |      | 9. August 1991      | 5. August 1994    |
| 3       | General Norman Schwarzkopf junior (Army) |      | 23. November 1988   | 9. August 1991    |
| 2       | General George B. Crist (USMC)           |      | 27. November 1985   | 23. November 1988 |
| 1       | General Robert C. Kingston (Army)        |      | 1. Januar 1983      | 27. November 1985 |

## Sonstiges
Nachdem die USA die Islamische Revolutionsgarde in Iran im April 2019 als terroristische Organisation einstuften, erfolgte durch die Islamische Republik eine Einstufung des CENTCOM in gleicher Weise.